# Herbert Lincoln Clarke
Hebert Lincoln Clarke, parfois abrégé en Hebert L. Clarke, né le 12 septembre 1867 et décédé le 30 janvier 1945, est un cornettiste américain, soliste, chef d'orchestre et compositeur. Il est considéré comme le cornettiste le plus éminent de son temps,. 
L'héritage de Clarke comprend la composition d'une partie du répertoire standard pour l'instrument, de nombreux enregistrements, ainsi qu'une école de jeu qui met l'accent non seulement sur les aptitudes techniques, mais également sur une chaleur et un lyrisme accrus dans l'interprétation. Il produit également plusieurs livres de méthodes qui sont encore utilisés par les étudiants en cuivre. 

## Jeunesse
Clarke est né à Woburn, dans le Massachusetts aux États-Unis en 1867. Il est le fils du compositeur, organiste et facteur d'orgue William Horatio Clarke. La famille Clarke déménage souvent pour remplir les engagements professionnels du père, du Massachusetts à l'Ohio, puis à l'Indiana, de nouveau au Massachusetts et finalement à Toronto, au Canada, en 1880. Herbert a deux frères, Edwin et Ernest. Tous les trois deviennent des musiciens de premier plan: Edwin au cornet et bugle, dirigeant le Sousa's Band lors de sa tournée mondiale de 1911, Ernest au trombone, enseignant le trombone au conservatoire Juilliard, et Herbert au cornet. 
Clarke apprend d'abord l'alto; en 1881, il devient second alto à la Société philharmonique de Toronto (en). Cependant, selon son autobiographie, l'un des moments les plus formateurs de son éducation musicale est d'assister à un concert de The American Band (en) au Pavillon horticole de Toronto en 1881, et d'y entendre Bowen R. Church jouer un solo de cornet. Herbert commence ensuite à pratiquer avec le cornet de son frère, puis décroche, en 1882, alors âgé de 14 ans et bien que l'exigence soit de 18 ans, un poste de cornettiste dans l'ensemble militaire Queen's Own Rifles Band (en), recevant ainsi un cornet Antoine Courtois, décerné par le gouvernement. 

## Carrière
Entre 1884, après avoir terminé ses études secondaires, et 1887, Clarke partage son temps entre plusieurs ensembles. Il joue à la fois l'alto et le second cornet ― lorsque nécessaire ― dans l'orchestre de fosse de l'England's Opera House à Indianapolis, où sa famille avait déménagé. Il travaille à contrecœur au magasin John Kay à Toronto, tout étant second cornétiste du Queens's Own et jouant à la station balnéaire d'Ontario Beach en été. 
À Indianapolis, il achète son propre instrument, un cornet Boston 3-Star (en). C'est avec le When Clothing Store Band qu'en 1886, Clarke remporte un concours de cornet solo et reçoit un cornet de poche unique en son genre conçu par le fabricant d'instruments Henry Distin de Williamsport en Pennsylvanie. Ce cornet miniature est d'ailleurs exposé au Musée Sousa (en) de l'Université de l'Illinois à Urbana-Champaign. 
En 1887, il se joint au Citizen's Band of Toronto, sous la direction de John Bayley, en tant que cornettiste-soliste de l'ensemble. Il passe les cinq années suivantes à diriger et jouer dans plusieurs groupes de la région de de Toronto (le Taylor Safe Works Band, le Heintzman Piano Company Band, le Streetsville Ontario Band) et à enseigner l'alto au Conservatoire royal de musique, duquel il joint également le quatuor à cordes, et à la Trinity College School de Port Hope, Ontario. Au printemps 1892, il quitte le Canada une fois de plus, rejoignant son frère tromboniste Ernest au sein de l'ensemble du 22e régiment de la garde nationale de l'État de New York (en), dirigé par Patrick Gilmore (en),. 
En 1893, Herbert rejoint le groupe de John Philip Sousa en tant que cornettiste-soliste. Après avoir joué à la Exposition universelle de Chicago la même année, il part jouer avec divers autres groupes au cours des cinq années suivantes. Pendant cette période, il occupe des postes temporaires de seconde trompette à l'Orchestre philharmonique de New York, puis passe temporairement à la trompette, occupant le premier rôle au sein du Metropolitan Opera. En 1898, il retourne au sein de l'ensemble de Sousa, avec lequel il fait de nombreuses tournées. 
Vers la fin de 1901, Clarke devint lui-même le chef d'orchestre de l'American Band, l'une des influences de sa jeunesse, et déménage à Providence, au Rhode Island. Ironiquement, après seulement un an, le groupe démet Clarke en faveur de Bowen R. Church, idole d'enfance de Clarke. Clarke forme ensuite son propre groupe à Providence et dirige parfois d'autres ensembles locaux. Il agit comme chef d'orchestre lors des enregistrements du Clarke's Band of Providence et l'American Band par la Victor Talking Machine Company.  
Clarke retourne au sein du groupe de Sousa en tant que cornettiste-soliste et directeur adjoint en 1905. Il dirige le groupe lors de nombreuses sessions d'enregistrement pour Victor à cette époque. En outre, il participe au développement d'instruments pour C.G. Conn à Elkhart en Indiana. Il produit un nombre considérable d'enregistrements en solo pour Victor, Edison, Columbia, Odeon et Brunswick. Il démissionne du groupe de Sousa en septembre 1917, décidant de se retirer à l'âge de cinquante ans. 
Clarke retourne au Canada pour diriger l'ensemble de la Anglo-Canadian Leather Company à Huntsville, en Ontario, de 1918 à 1923. Pendant ce temps, il joue très peu, concentrant plutôt ses efforts non seulement sur la direction, mais aussi la composition et la création de sa propre école de cornet à Chicago. Il dirige aussi la fanfare municipale de Long Beach de 1923 à 1943. En avril 1934, il est élu président de l'American Bandmasters Association (en). De 1936 jusqu'à sa mort en 1945, il se lie d'amitié avec Claude Gordon (en), à qui il donne des cours particuliers. 

## Vie privée
En septembre 1889, il épouse Elizabeth Loudon, avec qui il eut deux enfants: Vivian en 1890, et James en 1892. Il divorce ensuite et épouse Lillian Bell Hause, avec qui il a eu deux autres enfants : Ruby Bell et Herbert L. Clarke Junior. 
En 1923, sa femme et lui déménagent à Long Beach, en Californie, pour des raisons de santé. 
Herbert Clarke décède en 1945. Ses cendres sont inhumées au cimetière du Congrès à Washington, près de la tombe de John Philip Sousa. Ses papiers et souvenirs sont conservés au Musée Sousa de l'Université de l'Illinois à Urbana-Champaign. 